# ゴブリン公爵
『ゴブリン公爵』（ゴブリンこうしゃく、英: Duke Goblin）は、1985年から1986年に週刊少年チャンピオンに連載された手塚治虫のSF漫画作品である。

## 概要
古代中国で製造された青銅の巨人をめぐって展開するSFアクション作品。
本作品の原案は、1973年に週刊少年サンデーで連載が企画された『燈台鬼』という作品である。『燈台鬼』はネームの段階で企画が中断され掲載には至らなかったが、そのアイデアを継承、改変する形で『ゴブリン公爵』が完成した。

## あらすじ
予知夢を見る少年・珍鬼は、3000年前に殷王朝が守護神として造った魔神で念力で自由に動かせる恐るべき破壊ロボット「燈台鬼」を発掘し、燈台鬼を動かす力を持つ少女・愛愛と出会うのだった。燈台鬼は愛愛の意に反して町を破壊し、黄河の底に沈んだ。
時は流れて、1988年の沖縄県。超能力を身につけ今はゴブリン公爵を名乗るようになった珍鬼は、潜水の名手である徳川貫一を雇い、黄河の底に埋もれる燈台鬼を復活させるが、貫一の殺害は愛愛の妨げにより失敗。燈台鬼、貫一、愛愛は超能力研究所所長の天乱和尚に保護される。燈台鬼を奪還しようとするゴブリン公爵を退けた天乱和尚は、燈台鬼をせめて正義のため役立てようとベトナムの難民キャンプへワクチンを届けようとする。ワクチンは無事に届けられたが、燈台鬼の外見を見た難民たちからは悪魔、怪物として疎まれる。
その頃、ゴブリン公爵は、プラネリア共和国に日本企業が建設した石油プラットフォームを支配下に置き、燈台鬼を参考にして念力で動かすロボイドを開発していた。天乱和尚は燈台鬼、貫一、愛愛を派遣し、激しい戦いの末、ロボイドとゴブリン公爵を倒したかに見えた。
日本行きの石油タンカーに燈台鬼、貫一、愛愛らは乗船していたが、同道する石油プラットフォームの社長にはゴブリン公爵が憑依しており、ついにはゴブリン公爵は燈台鬼に憑依してしまう。燈台鬼=ゴブリン公爵は日本に上陸、破壊の限りを尽くす。瀕死の愛愛は自分も燈台鬼に憑依し、ゴブリン公爵の精神と戦いながら浅間山の火口へ身投げし、溶岩の熱で溶かすのであった。

## 登場キャラクター
珍鬼 / ゴブリン公爵
本作のタイトル・ロール。
予知夢に従い、燈台鬼の発掘を指示した。江青の甥であり、そのことを笠に着て横暴な態度を取る。
江青の失脚を予知し、愛愛とヨーロッパへ脱出。「ゴブリン公爵」を名乗るようになる。
再登場した際には、予知夢以外にも念力（PK）、ヒュプノシス、千里眼などの超能力も身に着け、燈台鬼も動かす力を得ていた。
冷血な一面を持っているが、絶対的な悪というわけではなく、人間的な弱さも併せ持つ。これまでの手塚作品にはいないタイプの悪役であり、手塚自身もあとがきで「新しいタイプの悪の少年」を産み出せたことが本作の最大の収穫であると述べている。
愛愛
継母に愛無く育てられていた少女。珍鬼と出会ったことで、自身にPKの力があり、燈台鬼を動かす力もあることを知る。
自分を救ってくれた珍鬼に愛情を抱いているが、貫一と知り合うことで、珍鬼の野望を阻止すべく行動するようになる。
天乱和尚
燈台鬼発掘現場近くの寺の和尚。文化大革命の時は超能力研究を禁止されていたが、その後、国営の超能力研究所の所長に返り咲く。自身もPKを持っている。
燈台鬼を正義のため役立てようと画策しており、珍鬼と対立する。
徳川貫一
沖縄県に住む少年。後半は貫一を主人公に据えてストーリーが進行する。
「東京にマンションを買って住む」という目的のため、守銭奴的な描写がされている。また、女性に惚れっぽい一面も。
スキンダイビング、スクーバダイビングに超常的な才があり、そこをゴブリン公爵が変装した「般若」に雇われ、黄河に沈んだ燈台鬼の復活に手を貸すことになる。燈台鬼の秘密を知ったことでゴブリン公爵に殺されそうになるが、愛愛に助けられ、事件に巻き込まれていく。
燈台鬼
殷代に作られた青銅の像。神通力（超能力）を持った子供3人が憑依することで動かすことが出来たが、やがて暴れだすようになり、133個に分解され封じられていた。
眉間から燭台が伸びており、そこに4本の蝋燭を灯すことで、憑依が可能になる。風などでは蝋燭が消えることが無いが、酸素を絶たれる（水没する）ようなことがあると火は消える。4本とも蝋燭が消えると憑依が解除される。
憑依している間は、本人の身体は動かせない。この状態で身体のほうが死亡しても憑依は解かれないが、蝋燭が消えると精神的にも死亡する。

## 単行本
- チャンピオンコミックスエクストラ『ゴブリン公爵』（秋田書店）全2巻
- 手塚治虫漫画全集『ゴブリン公爵』（講談社）全2巻
- 少年チャンピオンコミックス『ゴブリン公爵』（秋田書店）全2巻
- 秋田文庫『ゴブリン公爵』（秋田書店）全2巻
- 手塚治虫文庫全集『ゴブリン公爵』（講談社）全1巻